# 사방초등학교
사방초등학교는 대한민국 경상북도 경주시에 있는 공립 초등학교이다.

## 학교 연혁
- 1945년 4월 1일: 강서국민학교 사방분교

## 참고 자료
- 사방초등학교 - 한국교육학술정보원 학교알리미